# Lim Yo-Hwan

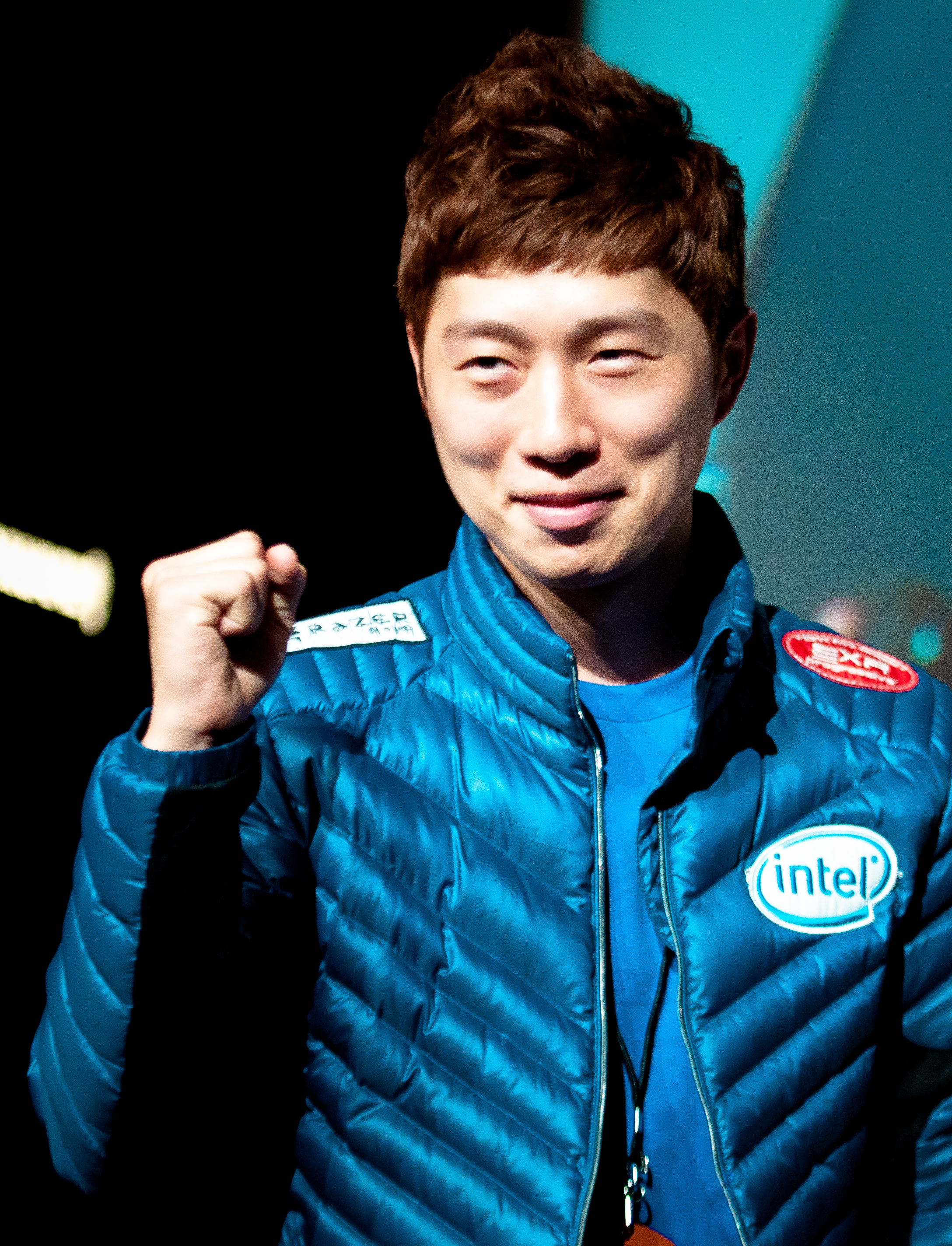
Lim Yo-Hwan

Lim Yo-Hwan (sinh ngày 4 tháng 12 1980), được biết đến dưới cái tên SlayerS_`BoxeR` (được đọc tắt là Boxer), là một trong những game thủ StarCraft thành công nhất trong lịch sử. Anh có biệt danh là The Emperor (Hoàng đế) của đạo quân Terran. Anh là game thủ Starcraft nổi tiếng nhất trên thế giới với câu lạc bộ những người hâm mộ có hơn 600.000 thành viên và có phát hành DVD về sự nghiệp game thủ của mình ở Hàn Quốc.

## Thành công trong sự nghiệp
Lim Yo-Hwan có bảng thành tích thi đấu rất ấn tượng với 500 trận thắng và 336 trận thua trong sự nghiệp game thủ chuyên nghiệp của mình. Thành công này đã khiến anh trở thành một huyền thoại của game starcraft cũng đồng thời đem lại cho anh hàng nghìn người hâm mộ và khiến Boxer trở nên giàu có khủng khiếp. Anh là game thủ được trả lương cao nhất trong lịch sử trên thế giới được tính khoảng $300.000 US Dollars và khoảng $90.000 tiền giải thưởng một năm. Năm 2004, anh được bầu chọn là gamer vĩ đại nhất lịch sử (Theo ESReality, một trong những website nổi tiếng về electronic sports (e-sports) ở phương Tây). Vào tháng 6 năm 2006, Boxer được vào top "10 game thủ có ảnh hưởng nhất mọi thời đại" theo mtv.com Lưu trữ ngày 11 tháng 1 năm 2010 tại Wayback Machine

## Thành tích
- Có lượng trận thắng nhiều nhất (500) và số người xem trên tv nhiều nhất (886)
- Hai lần vô địch liên tiếp World Cyber Games (Vào các năm 2001, 2002 và là người duy nhất trong game StarCraft có thể thắng như vậy)
- Người đầu tiên thắng 100 trận ở giải Ongamenet Starleagues (OSL)
- Người thắng nhiều hơn một giải OSL (Hanbitsoft 2001, Coca Cola 2001) và hai lần liên tiếp thắng ở giải OSL
- Chiếm vị trí số một trong thời gian dài nhất tại KeSPA (Korea e-Sports Association) (trong 17 tháng)
- Nhận được $US 200.000
- Thắng giải KPGA Tour đầu tiên (giờ thành MBC starleague)
- Đã kết thúc ở vị trí số 2 của giải Ongamenet Starleague 4 trong 4 năm (2001 SKY, 2002 SKY, 2004 EVER, 2005 SO1)
- Đã kết thúc ở vị trí số 2 trong giải KT-KTF Premiere league
- Vô địch KPGA MBC Starleague tháng 2 năm 2002 đến tháng 3 năm 2002